# Aristeidis Kollias
Aristeidis Kollias (gr. Αριστείδης Κόλλιας, alb. Aristidh Kola; ur. 8 lipca 1944 w Leontari, zm. 1 października 2000 w Atenach) – grecki prawnik i pisarz narodowości arwanickiej, honorowy obywatel Srbicy. Autor m.in. dwóch książek w języku albańskim i greckim poświęconych sytuacji w Kosowie w latach 90. XX wieku.

## Życiorys
W 1968 roku ukończył studia prawnicze w Atenach, następnie pracował w tym zawodzie do 1980 roku. W 1985 roku wraz z Tanasisem Moraities i Demetriosem Lekkasem zorganizował pierwszy w Grecji muzyczny koncert muzyczny Arwanitów. W 1995 roku założył wydawnictwo Tamiras poświęcone drukowaniu dzieł autorów arwanickich i albańskich. Do 1996 roku pełnił funkcję przewodniczącego Greckiej Ligi Arwanitów, a w 1997 roku rozpoczął wydawanie kwartalnika Arwanon. Otwarcie popierał UÇK podczas wojny w Kosowie.
W 2000 roku zdiagnozowano u niego białaczkę, na którą zmarł 1 października 2000 roku.

## Odznaczenia
18 lipca 2022 roku prezydent Albanii Ilir Meta pośmiertnie uhonorował go Orderem Nderi i Kombit.

## Życie prywatne
Był żonaty, miał jedną córkę.